# Filicaleyrodes bosseri
Filicaleyrodes bosseri es un hemíptero de la familia Aleyrodidae, subfamilia: Aleyrodinae.
Fue descrita científicamente por primera vez por Takahashi en 1962.